# Телавський драматичний театр
Телавський державний професійний драматичний театр імені Важа-Пшавела — професійний театр в Телаві був відкритий в сезоні 1931—1932 років Георгієм Еріставі. У цьому ж році було поставлено «Затьмарення сонця в Грузії» Зураба Антонова. До революції видатні майстри грузинської сцени Нато Габунія-Цагарелі, Мако Сафарова-Абашидзе, Н. Чхеідзе, Ладо Алексі-Мешхішвілі, Васо Абашидзе, Валеріан Гунія, Олександр Імедашвілі та інші. Режисер Вахтанг Гарік (Вачнадзе).